# همپار

طبقه‌بندی انواع ایزومری‌ها در شیمی

در شیمی، هَمپار یا ایزومِر ها ترکیباتی با فرمول شیمیایی یکسان و فرمول ساختاری متفاوت هستند.
ایزومرها لزوماً دارای خواص شیمیایی مشابه نیستند، مگر آن که دارای گروه‌های عاملی مشابه باشند.
ایزومرها شامل ۲ دسته اصلی ایزومرهای ساختاری (ساختمانی) و ایزومرهای فضایی می‌باشند.
ایزومری ساختمانی:
1. ایزومر اسکلتی
2. ایزومر موضعی
3. ایزومر گروه عاملی

ایزومر فضایی:
1. ایزومر شکلی
2. ایزومر نوری

## ایزومرهای ساختارییا ساختمانی
در آنان اتم‌ها و گروه‌های عاملی از راه‌های دیگری به هم وصل شده‌اند و خود سه گروه‌اند: عاملی، اسکلتی (شاخه‌ای) و موضعی. مانند مولکول:
C3H8O و C3H7OH
که در آنان شمار اتم‌های سازنده برابر است؛ اما شیوه برقراری پیوند متفاوت است و خواص مولکول‌ها نیز متفاوت می‌شود.
در شکل فوق، شماره I و II ایزومر شاخه‌ای‌اند و این دو با III ایزومر عاملی هستند. ترکیب شماره I یک ۱-پروپانول؛ ترکیب شماره II دو propan-2-ol یا ایزوپروپیل الکل و ترکیب شماره III سه متوکسی‌اتان نامیده می‌شود.

## ایزومرهای فضایی
در ایزومرهای فضایی شکل پیوندها یکسان است؛ اما شکل هندسی اتم‌ها و گروه‌های عاملی در فضا متفاوت است. ایزومرهای فضایی دو دسته‌اند: انانتیومر و دیاسترومر.
انانتیومرها به دلیل داشتن مرکز کایرال برخلاف دیاسترومرها می‌توانند قرینهٔ همدیگر باشند. مرکز کایرال اتم کربنی است که چهار گروه یا اتم مختلف به آن متصل شده باشد.
دیاسترومرهابه صورت دو ایزومر سیس و ترانس دیده می‌شوند که در ایزمر سیس گروه‌های مشابه کنار هم و در ترانس مقابل یکدیگر هستند.
انانتیومرها را ایزومر نوری نیز می‌گویند، زیرا از خود فعالیت نوری نشان می‌دهند و قادرند جهت نور قطبیده را بچرخانند. به آن ایزومر نوری که نور قطبیده را به راست می‌چرخاند راست گرد و به آن دیگری که صفحه نور قطبیده را به چپ می‌چرخاند چپ گرد می‌گویند.
اگر یک نمونه حاوی غلظت‌های مساوی از هر دو ایزومر راست گرد و چپ گرد باشد چرخش خالصی در صفحه نور قطبیده هنگام عبور از نمونه رخ نمی‌دهد. چنین مخلوطی را راسمیک می‌گویند.
البته انواع دیگری از ایزومرها خارج از این رده‌بندی وجود دارد؛ مانند ایزومرهای توپولوژیک که توپوایزومرها نامیده می‌شوند.
همپارها به‌علت تفاوت در ساختمان این ترکیبات خواص متفاوت دارند؛ یعنی دمای جوش، دمای ذوب، چگالی و حتی گاهی خواص شیمیایی متفاوت دارند.
البته ایزومرهای نوری در خواص فیزیکی و شیمیایی مشابه یکدیگرند مگر از دو جهت:
نخست در برهمکنش آن‌ها با نور قطبیده که یکی صفحه این نور را اه راست می‌چرخاند و دیگری به چپ.
دوم، شیوه برهم کنش آن‌ها با سایر مواد دارای فعالیت نوری متفاوت است. به عنوان نمونه از واکنش یک اسید فعال نوری با یک باز فعال نوری یک مخلوط از ایزومرهای دیاسترومر تشکیل می‌شود که یکی در آب محلول است و دیگری متبلور می‌شود.